# Elisabeth Markus

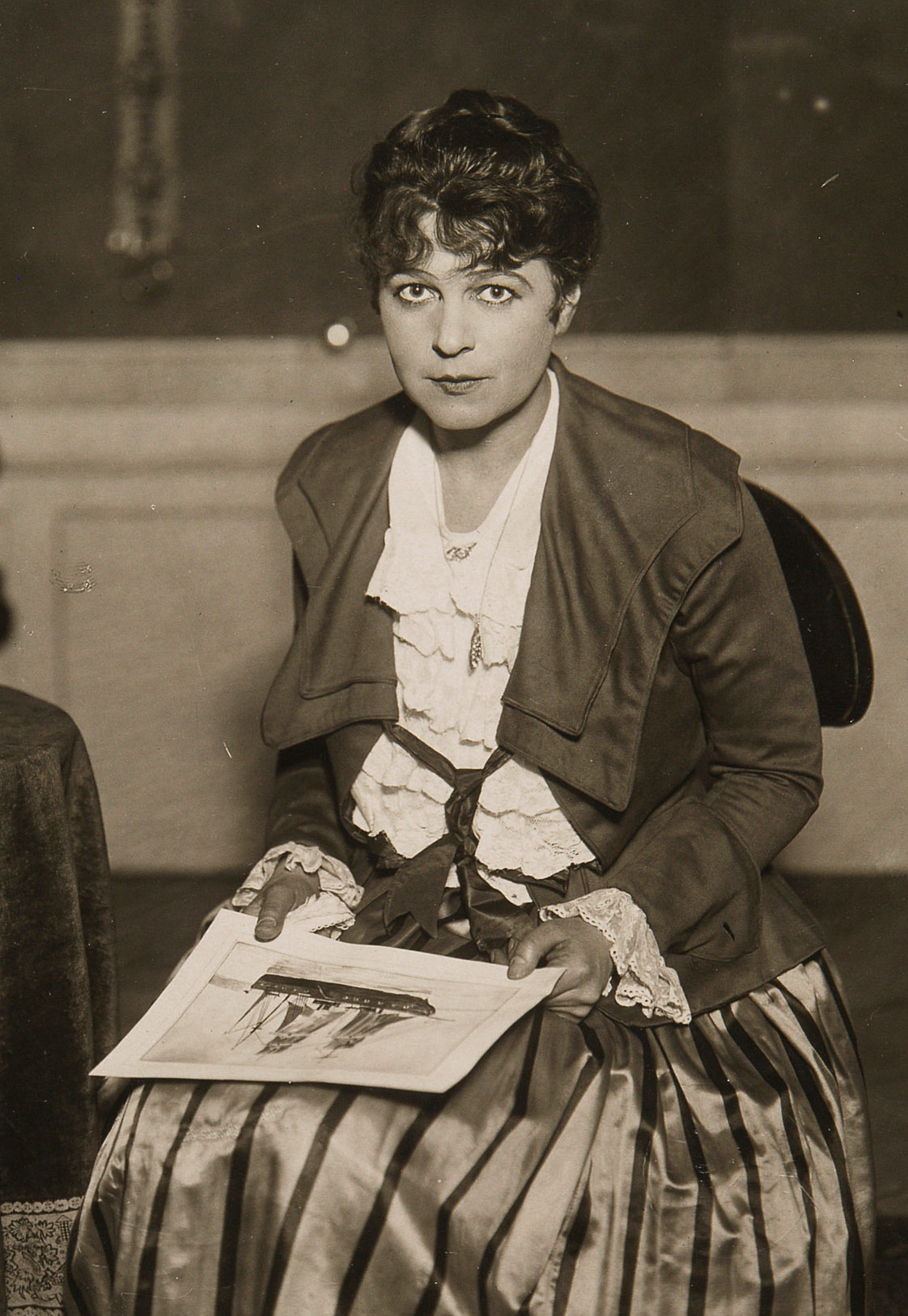
Elisabeth Markus (Januar 1928) Deutsches Volkstheater (Wien)

Elisabeth Markus, voller Name Elisabeth Martha Leopoldine Francisca Markus (* 15. Dezember 1895 in Weikersdorf am Steinfelde, Österreich-Ungarn; † 19. Januar 1970 in Wien), war eine österreichische Schauspielerin und Hörspielsprecherin.

## Leben

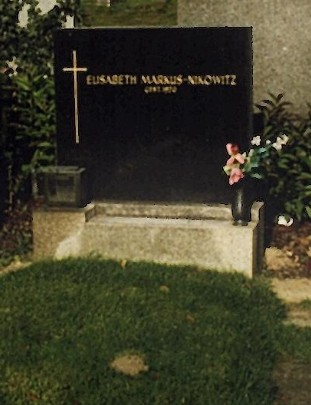
Grabstätte von Elisabeth Markus

Elisabeth Markus wurde als Tochter des Apothekers Eugen Markus geboren. Sie erhielt eine Ausbildung an der Theaterschule des Deutschen Volkstheaters in Wien. Von 1917 bis 1930 gehörte sie dann in der Folge auch dem Ensemble des Volkstheaters an. 1931 unternahm Elisabeth Markus gemeinsam mit Max Reinhardt eine Theatertournee. Danach folgten Engagements an verschiedenen Wiener Bühnen. Ab 1939 war sie Ensemblemitglied am Theater in der Josefstadt. Hinzu kamen zeitweise Gastspiele am Deutschen Theater in Berlin. Zudem unterrichtete sie in späteren Jahren an dem Max Reinhardt Seminar.
Elisabeth Markus wirkte auch in zahlreichen Film- und Fernsehproduktionen mit.
Darunter gehörten Spielfilme wie Damals aus dem Jahr 1943 in der Regie von Rolf Hansen mit Zarah Leander, Hans Stüwe und Hilde Körber, 1953 Die Regimentstochter von Georg C. Klaren und Günther Haenel mit Aglaja Schmid, Robert Lindner und Gusti Wolf und 1957 Die unentschuldigte Stunde von Willi Forst mit Adrian Hoven, Erika Remberg und Hans Moser. Ihre letzte Rolle in einem Spielfilm verkörperte sie 1966 in dem Graf-Bobby-Film Graf Bobby, der Schrecken des Wilden Westens in der Regie von Paul Martin mit Peter Alexander, Gunther Philipp und Hanne Wieder. Markus stand 1944 in der Gottbegnadeten-Liste des Reichsministeriums für Volksaufklärung und Propaganda.
Im Fernsehen war Markus 1961 in der Adaption der Komödie Die Kassette von Carl Sternheim in der Inszenierung von Rudolf Noelte mit Theo Lingen, Bruni Löbel und Hans Putz zu sehen.
Sie arbeitete auch als Sprecherin in einigen Hörspielproduktionen mit. In der Hörspielfassung des Rosenkavaliers nach dem Libretto von Hugo von Hofmannsthal in einer Produktion des Norddeutschen Rundfunks (NDR) aus dem Jahr 1962 sprach sie die Rolle der Duenna. Neben ihr spielten Käthe Gold, Helmut Qualtinger, Albert Rueprecht und Hermann Thimig.
Elisabeth Markus war seit dem Jahr 1965 mit dem Schauspieler Erich Nikowitz verheiratet. Sie wurde auf dem Wiener Zentralfriedhof in einem ehrenhalber gewidmeten Grab (Ehrenhain (Gruppe 40 Nummer 24)) der Stadt Wien beigesetzt.

## Filmografie
- 1921: Unter der Knute des Schicksals
- 1921: Der Findling des Glücks
- 1926: Der Meineidbauer
- 1934: Ein Stern fällt vom Himmel
- 1935: Bretter, die die Welt bedeuten
- 1939: Maria Ilona
- 1939: Mutterliebe
- 1940: Ein Leben lang
- 1941: So gefällst Du mir
- 1941: Aufruhr im Damenstift
- 1942: Der Fall Rainer
- 1942: Geliebte Welt
- 1943: Damals
- 1943: Die Wirtin zum Weißen Rößl
- 1943: Ich werde dich auf Händen tragen
- 1943: Kollege kommt gleich
- 1944/49: Ruf an das Gewissen
- 1945: Der Fall Molander
- 1947: Wiener Melodien
- 1948: Rendezvous im Salzkammergut
- 1948: Anni
- 1948: An klingenden Ufern
- 1949: Das Siegel Gottes
- 1949: Mein Freund Leopold (Mein Freund, der nicht nein sagen kann)
- 1951: Sensation in San Remo
- 1953: Die Regimentstochter
- 1953: Dein Herz ist meine Heimat
- 1954: Die Hexe
- 1957: Die unentschuldigte Stunde
- 1960: Zwei alte Damen feuern (Fernsehfilm)
- 1961: Die Kassette (Fernsehfilm)
- 1961: Die Spur der Leidenschaft (Fernsehfilm)
- 1961: Reporter (Fernsehfilm)
- 1962: Die Schule der Ehe, die Schule der Gatten, die Schule der Gattinnen, ein Kurs für Fortgeschrittene in 2 Lektionen (Fernsehfilm)
- 1962: Ihr gehorsamer Diener (Fernsehfilm)
- 1963: Rendezvous im Nebel (Fernsehfilm)
- 1964: Kolportage (Fernsehfilm)
- 1964: Das Haus der Vergeltung (Fernsehfilm)
- 1965: An der Donau, wenn der Wein blüht
- 1966: Graf Bobby, der Schrecken des Wilden Westens

## Hörspiele (Auswahl)
- 1952–1960: Die Radiofamilie, wöchentliche Sendereihe
- 1955: Der Unbestechliche
- 1955: George Dandin
- 1956: Moral
- 1957: Ferdinand Raimund: Alpenkönig und Menschenfeind – Regie: Ulrich Lauterbach
- 1962: Der Rosenkavalier